# Ole Nafstad
Ole Nafstad   (Bærum, 20 de febrer de 1946) és un remer noruec, ja retirat, que va competir durant les dècades de 1960 i 1970.
El 1972 va prendre part en els Jocs Olímpics d'Estiu de Múnic, on quedà eliminat en sèries en la prova del quatre sense timoner del programa de rem. Quatre anys més tard, als Jocs de Mont-real, guanyà la medalla de plata en la mateixa prova. Formà equip amb Arne Bergodd, Finn Tveter i Rolf Andreassen.
En el seu palmarès també destaquen dues medalles en el quatre sense timoner al Campionat d'Europa de rem, de plata el 1971 i de bronze el 1973.